# مسلم لیگ
اتحادیه مسلمانان تمامی هند (انگلیسی: All-India Muslim League) که با نام مسلم لیگ (انگلیسی: Muslim League) شناخته می‌شود یک حزب سیاسی بود که در سال‌های اولیه قرن بیستم در هند تحت سلطه بریتانیا تأسیس شد. حمایت قوی این حزب برای استقرار حاکمیت ملی جداگانه اسلامی به نام مملکت پاکستان، منجر به چندپارگی کشور هند در سال ۱۹۴۷ توسط امپراتوری بریتانیا شد.

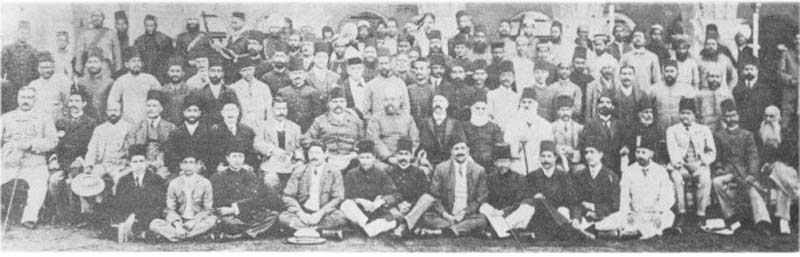
کنفرانس آموزشی تمام مسلمانان هند در سال ۱۹۰۶ که در کاخ احسان منزل در خانواده داکا نواب برگزار شد، و پایه برای تأسیس «اتحادیه مسلمانان تمامی هند» شد.

این حزب از یک جنبش ادبی در دانشگاه اسلامی علیگر آغاز شد که در آن سید احمد خان و آقاخان سوم از شخصیت‌های اصلی بشمار می‌رفت. این تشکل، سازمانی برای نخبگان باقی ماند تا هنگامی که در سال ۱۹۳۷ مسلم لیگ رهبری بسیج توده‌های مسلمان را آغاز کرد و از آن پس به یک سازمان محبوب تبدیل گشت.
در دهه ۱۹۳۰ با ایده یک دولت-ملت مجزا و تحت تأثیر اندیشه‌های فلسفی محمد اقبال لاهوری، چهار استان در شمال غربی هندوستانِ تحت سلطه بریتانیا که بیشتر از نظریه دو کشور مجزا حمایت می‌کردند متحد شدند. در جریان رویدادهای جهانی که منجر به جنگ جهانی دوم و اعتراض مؤثر حزب کنگره ملی هند علیه انگلستان شد، مسلم لیگ با حمایت از بریتانیا در جنگ، به‌طور یک‌جانبه و بدون مشورت با مردم، کشور هند را در جنگ درگیر کرد. مسلم لیگ در دهه ۱۹۴۰ نقش تعیین‌کننده‌ای ایفا کرد و به یکی از محرک‌های مؤثر تقسیم هند بر اساس اعتقادات مذهبی و ایجاد پاکستان به عنوان یک کشور مسلمان در سال ۱۹۴۷ تبدیل شد.
حزب مسلم لیگ، که در سال ۱۹۰۶ در داکا بنیان گذاشته شد، «حفاظت و حمایت از حقوق سیاسی و علایق مسلمانان هند» را هدف خود اعلام کرد. آقاخان سوم که از مهم‌ترین چهره‌های فعال مسلمان بود، به عنوان نخستین رئیس حزب مسلم لیگ انتخاب شد و تا سال ۱۹۱۲ به این سمت باقی ماند. این حزب همچنان بر وفاداری خود به حکومت بریتانیا تأکید نمود و فراخوان‌های تحریم کالاهای انگلیسی را محکوم نمود، که کنگره ملی در واکنش با تجزیه ایالت بنگال راه اندازی کرده بود.
در دهه‌های پس از آن تلاش‌های زیادی برای نزدیکی کنگره ملی و مسلم لیگ، میان محمد علی جناح رهبر بعدی مسلم لیگ و مهاتما گاندی رهبر معنوی و سیاسی هندوها صورت گرفت، اما درزی که میان این دو جناح ایجاد شده بود، همانگونه باقی ماند.
مسلم لیگ در یک نشست خود در سال ۱۹۴۰، برای اولین بار ایجاد مناطق مستقل همجوار با اکثریت مسلمانان را در قانون اساسی جدید هند تقاضا کرد. مطبوعات در آن زمان از این تقاضا به عنوان «قطعنامه پاکستان» یاد کردند، با آنکه در آن تشکیل یک دولت جداگانه اصلاً مطرح نشده بود. اختلافات مذهبی بارها به خشونت می‌گرایید. چنانچه در درگیری‌های ۱۶ اوت ۱۹۴۶ در کلکته هزاران تن کشته شدند.
پس از تقسیم هند و متعاقب آن استقرار پاکستان، در هند، مسلم لیگ به عنوان یک حزب اقلیت ادامه یافت و اغلب بخشی از دولت باقی ماند. در بنگلادش، مسلم لیگ در سال ۱۹۷۶ احیا شد، اما با کاهش هواخواهان روبرو شد و تأثیر آن را در عرصه سیاسی ناچیز بود. در هند، اتحادیه اسلامی هند متحد (Indian Union Muslim League) و در پاکستان، گروه اتحادیه مسلمانان پاکستان (Pakistan Muslim League)، جانشین‌های اصلی «اتحادیه مسلمانان تمامی هند» شدند.